# Cleptometopus trilineatus
Cleptometopus trilineatus är en skalbaggsart som först beskrevs av Maurice Pic 1924.  Cleptometopus trilineatus ingår i släktet Cleptometopus och familjen långhorningar. Inga underarter finns listade i Catalogue of Life.